# عن طريق البحر (فلم 1915)
عن طريق البحر (بالإنجليزية: By the Sea)، يعرف أيضا بأسم (تشارلي على الشاطئ)، وهو فيلم كوميدي أمريكي صامت من عام 1915 تأليف وإخراج وبطولة تشارلي تشابلن، تم إنتاجه في استوديوهات إساناي.

## القصة
يبدأ الفيلم بمطالبة سكير بالبقاء بجانب زوجته. يدخل تشارلي حوالي ثلاثين ثانية من الفيلم، وهو يأكل موزة بينما يتجول على طول شاطئ البحر على الرصيف الكريستالي. يرمي قشر الموز بعيدًا بلا مبالاة وينزلق عليه بسرعة. بعد ذلك بوقت قصير واجه تشارلي السكير المذكور أعلاه. تهب الرياح العاتية على قبعاتهم وتؤدي إلى الارتباك بشأن من هي قبعتهم. يخلط "تشابلن" بين قبعة السكير البيضاء وقبعته المستديرة، ويتقاتلان ويتجادلان حول هذه القضية. يركضون إلى الشاطئ، حيث يصطدمون ببعضهم البعض، ويبدو أن السكير قد فاز بالقتال عندما أمسك تشارلي من رقبته. ومع ذلك، يقوم تشارلي بعودة ذكية من خلال ركل السكير. تلا ذلك معركة أخرى، حيث قام تشارلي بتمزيق قبعة خصمه واندلعت معركة أخرى. يهرب تشارلي سريعًا إلى عمود قريب يحمل حزام النجاة، حيث يتحدى السكير. يتغلب عليه سكر الرجل، ولا يكاد يتمكن من الوقوف. بعد قتال صغير، طرده تشارلي. ولكي يبدو أقل وضوحا، تظاهر بأن الرجل هو صديقه، فجمع شعره وابتسم للمارة، بينما كان يلكمه بتكتم طوال الوقت. في تلك اللحظة، مرت زوجة المتأنق، التي تلعب دورها إدنا بروفيانس، بتشارلي والسكير. لقد رأت ما فعله تشارلي به. يلعب تشارلي معه، وسرعان ما ينسى أمر زوج إدنا ويجلس عليه عدة مرات. ومع ذلك، لم يتمكن الرجل المغلوب من تحمل وزن تشارلي، وفي النهاية، أفسح المجال، مما جعل تشارلي يسقط أرضًا وأثار بعض الضحكات الخافتة من إدنا والمتأنق الذي يبلغ طوله ستة أقدام. يتعافى السكير، وعندما يدرك ما فعله تشارلي به، يكون غاضبًا بشكل مفهوم. القتال على وشك التصعيد عندما يأتي شرطي. لكن على الرغم من وجوده، تصاعد القتال، وأصابت الشرطي في وجهه لكمة سيئة التصويب من السكير، مما أدى إلى إغمائه. وسرعان ما سئموا من القتال وقرروا أن يكونوا أصدقاء. وافقوا على تناول مخاريط الآيس كريم معًا. ومع ذلك، ينشأ جدل حول من سيدفع ثمنها. معركتهم تستأنف. يقومون بتلطيخ وجه بعضهم البعض بالآيس كريم، وسرعان ما يتحول ذلك إلى قتال كامل مرة أخرى. يستمر المتأنق في الضحك ويقترب ليرى القتال بالتفصيل. ومع ذلك، سرعان ما أدرك أن هذه كانت خطوة خاطئة، لأن السكير، الذي كان ينوي في الأصل رمي الآيس كريم (حسنًا، ما تبقى منه، على أي حال!) على تشارلي، كان يصوب بشكل سيئ، وبالتالي، يرمي مخروطه فوق المتأنق الذي يبلغ طوله ستة أقدام.تبدأ معركة ثانية لكن تشارلي ينزلق بعيدًا ويبدأ في مغازلة زوجة المتأنق. يتعرف المتأنق على تشارلي عندما يعود، ويجلس على المقعد وقد بدأ دمه يغلي. ينطلق تشارلي مسرعاً مبتعداً باتجاه خصمه المخمور، حيث كان يقاتل الشرطي. ومع ذلك، يتعرف عليه السكير ويطارده. يجلس تشارلي على مقعد على الشاطئ حيث تنتظره زوجة السكير من المشهد الأول. وسرعان ما أصبح محاطًا بأعدائه: السكير الذي يريد مواصلة القتال، والمتأنق الغاضب، وزوجة المتأنق. بالتفكير السريع، قام تشارلي بقلب المقعد بذكاء إلى الخلف، مما أدى إلى الإطاحة بالجميع والسماح لنفسه بالهروب على عجل.

## طاقم التمثيل
- تشارلي تشابلن - مُتَنَزّه
- بيلي أرمسترونغ - رجل بقبعة القش
- مارجي رايجر - زوجة الرجل ذو قبعة القش
- باد جاميسون - رجل بالقبعة العلوية
- إدنا بيرفيانس - حبيبة الرجل ذو القبعة العلوية
- بادي ماغواير - الشرطي الأول
- إرنست فان بيلت - الشرطي الثاني

## وصلات خارجية
- مقالات تستعمل روابط فنية بلا صلة مع ويكي بيانات